# St. Joseph Estate
St. Joseph Estate es una localidad de Santa Lucía, que forma parte del distrito de Dennery.